# 기쿠마역
기쿠마역(일본어: 菊間駅 키쿠마에키[*])은 일본 에히메현 이마바리시에 있는 시코쿠 여객철도 요산선의 역이다. 역 번호는 Y45이며, 상대식 승강장 구조를 지닌 지상역이다.

## 역 주변
- 이마바리 시청 기쿠마 지소
- 다이요 석유 시코쿠 사업소
- 국도 제196호선

## 역사
- 1925년 6월 21일 : 개업.
- 1987년 4월 1일 : 민영화에 의해, 시코쿠 여객철도로 이관.
- 2010년 11월 1일 : 무인화.

## 인접 정차역
| 시코쿠 여객철도 요산선          | 시코쿠 여객철도 요산선 | 시코쿠 여객철도 요산선      |
| ------------------------------- | ---------------------- | --------------------------- |
| Y 44 이요카메오카 다카마쓰 방면 | 요산 선                | 아사나미 Y 46 마쓰야마 방면 |